# آر. جاي والش
آر. جاي والش (بالإنجليزية: R. Jay Walsh)‏ هو محامي وقاضي وسياسي أمريكي، ولد في 1 أغسطس 1854 في ليوسبورو في الولايات المتحدة، وتوفي في 7 ديسمبر 1916 في غرينيتش في الولايات المتحدة. حزبياً، نشط في الحزب الجمهوري. وقد انتخب عضو مجلس ولاية كونيتيكت.